# Steven Maeda
Steven Maeda (Santa Monica, 7 settembre 1970) è un produttore cinematografico e sceneggiatore statunitense.

## Biografia
Ha scritto episodi di serie televisive come X-Files, CSI: Miami e Lost. È il co-creatore della serie televisiva del 2023 One Piece. È stato anche produttore supervisore di Lost e CSI: Miami. È stato un produttore esecutivo di Lie To Me.

## Filmografia

### Sceneggiatore

#### Serie televisive
- Harsh Realm – serie TV (1999-2000)
- X-Files (The X-Files) – serie TV (1995-2000)
- CSI: Miami - serie TV (2002-2012)
- Lost – serie TV (2004-2010)
- Day Break – serie TV (2006-2007)
- Lie to Me – serie TV (2009-2011)
- Miami Medical – serie TV (2010)
- Unforgettable - serie TV (2011-2016)
- Helix – serie TV (2014-2015)
- Conviction – serie TV (2016-2017)
- Salvation – serie TV (2017-2018)
- One Piece – serie TV (2023-in corso)

### Produttore esecutivo

#### Serie televisive
- Harsh Realm – serie TV (1999-2000)
- CSI: Miami - serie TV (2002-2012)
- Lost – serie TV (2004-2010)
- Day Break – serie TV (2006-2007)
- Lie to Me – serie TV (2009-2011)
- Miami Medical – serie TV (2010)
- Pan Am – serie TV (2011-2012)
- Unforgettable - serie TV (2011-2016)
- Helix – serie TV (2014-2015)
- Salvation – serie TV (2017-2018)
- One Piece – serie TV (2023)